# Rubus spectatus
Rubus spectatus är en rosväxtart som beskrevs av Liberty Hyde Bailey. Rubus spectatus ingår i släktet rubusar, och familjen rosväxter. Inga underarter finns listade i Catalogue of Life.